# Рабство в Бразилии
Рабство в Бразилии (порт. Escravidão no Brasil) — основная модель эксплуатации человеческих ресурсов в подвластной Португалии колониальной Бразилии, а затем и в независимой Бразильской империи. Рабство стало важным видом хозяйственно-экономических отношений в стране; усиленный ввоз рабов с африканского побережья в Бразилию продолжался в течение нескольких веков. Рабский труд широко использовался на монокультурных плантациях, в надомной работе, а также при освоении месторождений полезных ископаемых.
Рабство официально оформилось вскоре после начала португальской колонизации Южной Америки в XVI веке и официально просуществовало до 13 мая 1888 года. Бразилия стала последней страной Южной Америки, официально отменившей рабство. В скрытой форме рабство и принудительный труд сохраняются в Бразилии до настоящего времени.

## История
Основная масса рабов завозилась из подконтрольных португальцам территорий в Африке (Ангола, Гвинея-Бисау, Бенин и др.). По некоторым оценкам, между 1501 и 1856 годами в Бразилию прибыло свыше 4 миллионов африканцев, что почти в 10 раз больше числа негров, завезённых в США (кроме того, множество африканцев погибло в пути от голода, болезней и кораблекрушений). В среднем раб мог выдержать 7 лет работы на плантации. Особенно низкой продолжительность жизни была у занятых на рудниках. Хотя привезённые из Африки негры занимали низшую социальную ступень в расовой иерархии Бразилии, католическая церковь Португалии сделала многое для их постепенной эмансипации в социальном плане. Для контроля над рабами использовались фландрские маски, не позволявшие есть и пить.
До начала XX века белые бразильцы составляли не более четверти населения страны, большая их часть смешалась с чёрным населением, образовав многочисленные смешанные и переходные расовые группы. Чёрное и цветное население освоило португальский язык, смешавшись как с белыми колонистами, так и с автохтонным индейским населением. Процесс интенсивной метисации позволил Бразилии, в отличие от США, избежать сегрегации и поляризации общества по расовому признаку. Более того, многие чёрные и цветные рабы получали вольные грамоты от своих хозяев, часто вступая с ними и в интимные отношения. Но эти процессы не смогли до конца вытеснить так называемый колониальный менталитет большинства бразильцев, для которого присуща определённая связь между внешностью и социальным статусом.
В XVII веке отряды Закимбы Габы устраивали рейды близ района Сан-Матеуса, стремясь уничтожить рабовладельческие корабли, чтобы освободить насильно порабощённых людей, недавно прибывших из Африки.
Белый (или по крайней мере светлый) цвет кожи и европеоидные черты по-прежнему ассоциируются с высоким социальным статусом, а негроидные и индейские признаки — с бедностью и низким статусом, как и во времена рабства. 
Тем не менее, границы между разными группами прозрачны и переход из одной группы в другую по крайней мере теоретически возможен, хотя на практике затруднён, особенно в последнее время, когда классы кристаллизовались по расовому признаку.
Сексуальные связи рабовладельцев с рабынями-негритянками привели к появлению в Бразилии многочисленного слоя мулатов. Разнообразные ситуации и жизнь бразильцев времён рабства часто обыгрываются в книгах и разного рода телесериалах бразильского производства (например, «Рабыня Изаура»).
Из-за того, что рабство в Бразилии было отменено почти на четверть века позже, чем в США (1865), в Бразилию перебрались некоторые бывшие плантаторы-южане с Юга США. Бывшие «дикси» основали в Бразилии поселение Американа.

## Отмена рабства
Рабство в Бразилии было отменено под нажимом Великобритании, которая отменила у себя рабство в 1809 году и утверждала, что «бесплатное» рабство даёт бразильской экономике преимущества перед британскими колониями, в которых на тот момент использовался труд формально лично свободных, но по факту бесправных рабочих-кули (в основном индийцев и китайцев). «Золотой закон» от 13 мая 1888 года (порт. Lei Áurea) окончательно отменил рабство в Бразилии. «День мулата» (порт. Dia do Mulato), 13 мая — памятный день бразильского календаря.
Ближайшим последствием отмены рабства стало ухудшение положения землевладельцев-фазендейру и экономики страны в целом, что стало одной из причин падения Бразильской империи через год. Кроме того, освобождённых из рабства людей не наделяли землёй, из-за чего они покидали сельскую местность и перебирались в фавелы или пополняли армию пеонов.

## Галерея
- Знатная бразилианка и её рабы (ок. 1860)
- Бразильская семья со слугами-рабами (1860)
- Рабы на кофейной плантации (1885)
- Рабы на фазенде в Минас-Жерайс (1876)
- Новые рабы. Худ. Йоганн Мориц Ругендас (1835)
- Отдых рабов. Худ. Йоганн Мориц Ругендас (1835)
- В обувной мастерской (литография Жана-Батиста Дебре)
- Наказание раба в Бразилии (литография Жана-Батиста Дебре)
- Публичная порка раба в Рио-де-Жанейро (литография Жана-Батиста Дебре)
- Франсиско Пауло де Алмейда (1826–1901), первый и единственный барон Гуарасиаба, титул, присвоенный принцессой Изабеллой. Негр, он обладал одним из величайших состояний имперского периода, имея в собственности около тысячи рабов.